# Wöhr (Wiesenttal)

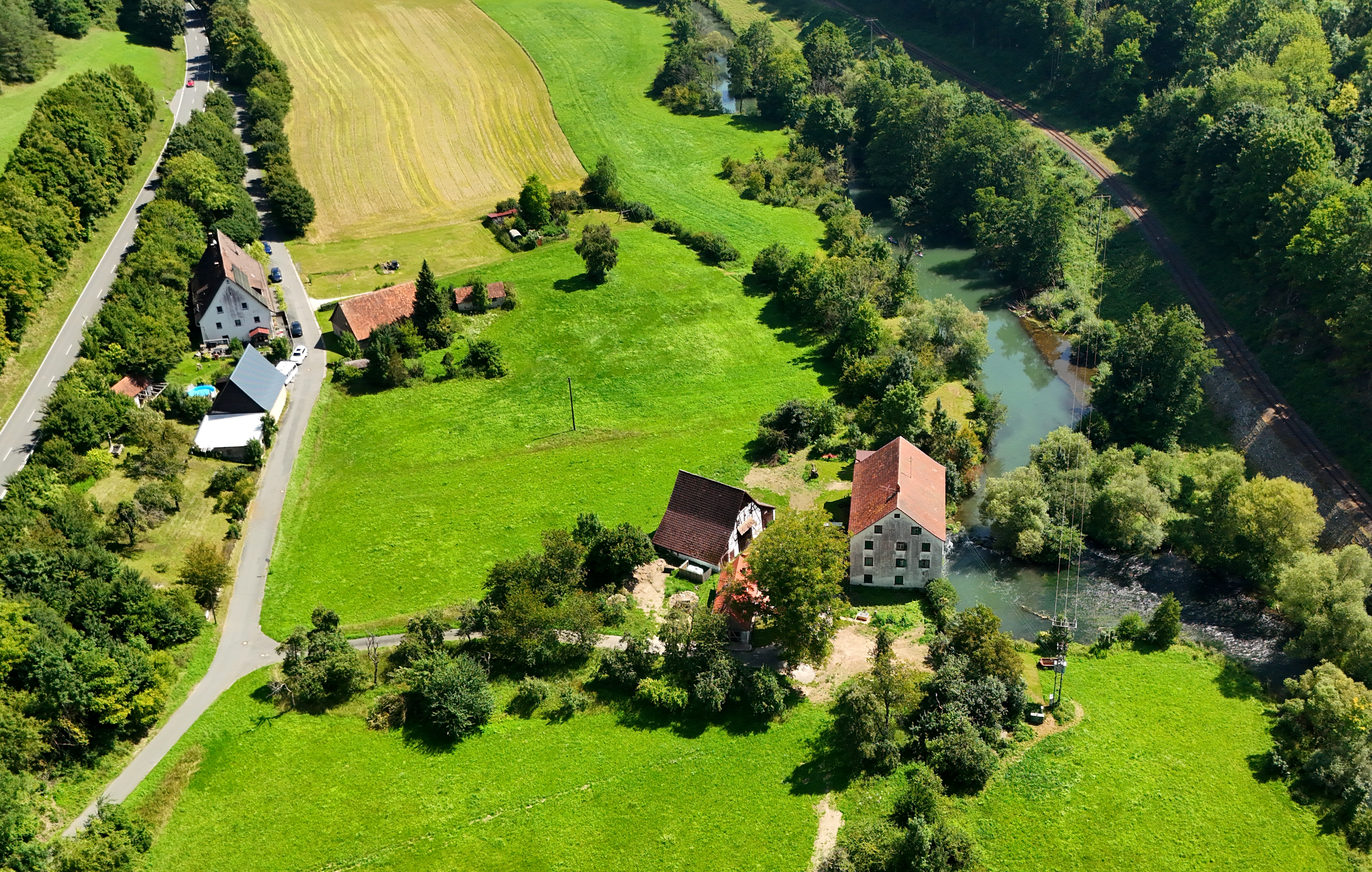
Luftbild von Wöhr (2025)

Wöhr ist ein Gemeindeteil des Marktes Wiesenttal im Landkreis Forchheim (Oberfranken, Bayern).

## Geographie und Verkehrsanbindung
Der Weiler Wöhr liegt im mittleren Bereich des Marktes Wiesenttal an der B 470. Unweit südlich fließt die Wiesent.

## Baudenkmäler
In der Liste der Baudenkmäler in Wiesenttal sind für Wöhr zwei Baudenkmäler aufgeführt:
- Die ehemalige Mühle (Wöhr 1) ist ein stattlicher zweigeschossiger Satteldachbau. Das massive Erdgeschoss ist mit „1729“ bezeichnet. Das Fachwerkobergeschoss stammt aus dem Jahr 1919. Der zugehörige Fachwerkstadel mit Satteldach stammt aus dem 17. Jahrhundert.
- Das ehemalige Bauernhaus bzw. Wohnstallhaus (Wöhr 2 bzw. Wöhr 3) ist ein zweigeschossiger Satteldachbau mit einem massiven Erdgeschoss. Das Obergeschoss von Nummer 2 ist massiv; der Oberstock von Nummer 3 ist mit reichem Fachwerk ausgestattet und mit „1686“ bezeichnet.